# Pontos Luo
Pontos Luo é um termo de acupuntura que se refere aos pontos especiais no corpo, que acredita-se ter maior significado. De acordo com a teoria da acupuntura, os pontos, doze ao todo, são lugares onde o corpo pode ser manipulado para maior efeito, quando a aplicação da acupuntura e técnicas de tui na, e pode ser usado para auxiliar a circulação de qi, de modo a manter o corpo saudável. Os pontos de Luo, são pontos onde sai um meridiano, fora do fluxo principal, e se conecta com o meridiano aparelhado Yin/Yang. Eles são considerados "pontos de conexão". 